# 伊藤薫 (プロレスラー)
伊藤 薫（いとう かおる、1971年10月20日 - ）は、日本の女子プロレスラー、総合格闘家、飲食店経営者。

## 所属
- 全日本女子プロレス（1989年 - 2003年）
- フリーランス（2003年 - 2010年）
- ワールド女子プロレス・ディアナ（2011年 - 2021年）
- フリーランス（2021年 - ）
- 伊藤道場（2022年7月 - ）

## プロフィール
1987年
- 全日本女子プロレスに入団。あだ名は「いとちゃん」、あるいはガチャピンに似ていることから同期が付けた「ガチャ」[1][2]。童顔のため「こども」というニックネームもあったという。入門当時は長与千種、ライオネス飛鳥のクラッシュ・ギャルズが、引退直前とは言え在籍していたため、直接の教えを受けた訳ではないがクラッシュ・ギャルズのブームを選手として実際に体験した最後の現役レスラーでもある。

1989年
- 10月8日 対吉永恵理子（現：バット吉永）戦でデビュー。同期には渡辺智子や長谷川咲恵もいる。

全女では、アジャ・コングのジャングル・ジャック、豊田真奈美のフリーダム・フォース、堀田祐美子のU★TOPSなどのユニットに参加していた。得意技はダブル・フット・スタンプ。WWWA世界シングル王座を獲得した頃から、「心」というキャッチフレーズを使用していた。若手の頃からしっかり者で知られ、選手の対戦表の管理（全女では基本給に加え試合数で給料が決まるので、重要な役回りである）や給料の計算、若手への雑用の指示出しなども担当していた。
1997年
- 選手の大量離脱後には渡辺と共に覆面を被りZAP-Iに変身したり、2003年に魔界倶楽部が女子プロレス界に勢力を拡大した際に登場した魔界魔女1号でもあったりと、ヒールとしての一面も持っている。また、柔道のバックボーンを活かし、2000年前後からは総合格闘技のリングにも上がっている。

2003年
- 11月2日 全日本女子プロレスを退団しフリーランスとなった。その直後にダリアンガールズのコーチに就任し、中国から来日した少女たちにプロレスを教えていた。

2005年
- 伊藤薫プロレス教室を創設。

2010年
- 伊藤薫プロレス教室を解散。

2011年
- 愛弟子佐藤綾子とともに、全女の1年先輩に当たる井上京子が旗揚げする「ワールド女子プロレス・ディアナ」に合流。
- 10月、ブル中野引退興行出場のため、ブル本人から減量（85kg）を宣告される。当時の体重は105kg。

2012年
- サムライTVにてブル中野興行・試合前日の体重測定にパス（84kg）し、出場が決定する。

2016年
- 芸人キャノンボールにてバナナマンの日村勇紀の知り合いとして出演。体重が110kgであることを明かし、おぎやはぎチームのボーナスポイント追加に協力。
- 大田区大森で飲食店『心亭（こころてい）』を経営している（2010年開店[3]。2017年に神奈川県大井町から移転[4]）。

2021年
- 4月18日、ディアナ10周年を迎えた記念興行をもって退団。
- 4月20日、スクール「TEAM☆フットスタンプ」が始動[5]。

2022年
- 7月13日、ミゼットプロレス団体「椿リングス」を伊藤道場として個人で運営して、大森中にある伊藤道場（旧：椿リングス道場）の中に椿リングス、TEAM☆フットスタンプを存続させることを発表。

## 戦歴
1991年
- WWWA世界女子格闘技選手権王座決定トーナメントに参加するなど、当時全女で行われていたグローブ・マッチにも出場していた。

1992年
- 第1試合、第2試合あたりで出場することが多く、フットスタンプやヒップアタックで喝采を浴びていたが、同期のバット吉永、長谷川咲恵と比べ、渡辺智子と共に、この時点ではあまり目立った印象はなかった。当時の全女の基準から言えば小柄であり、また後年に比べると体重も少なかった。
- 8月15日 後楽園ホールでバット吉永と20分1本勝負でシングル・マッチ。バットの容赦なき蹴撃に終始圧倒され、浴びせ蹴り2連発で追い込まれるが、ダイビング・フットスタンプで逆転勝利、存在感を見せた。
- 11月2日 博多スターレーンで1年先輩の井上貴子とシングル・マッチ。15分33秒、オーロラ・スペシャルに敗れたが、ジャーマン・スープレックス・ホールドを見せるなど健闘。試合後貴子に「技一つ一つが決まるようになっちゃってるから、怖かったですね」と言わしめた。

1993年
- 対抗戦時代は、ピーターパンのようなグリーンを基調としたコスチュームで、JWP、LLPW双方と対戦。LLPWとは、同期の長谷川と組んで全日本タッグ王座を巡って抗争を繰り広げた。
- 5月3日 ジャパン・グランプリ'93公式戦、開幕戦となる第一戦で、JWPから初参戦した福岡晶と対戦。敗れはしたものの、得意技はもちろん、スリーパー、逆エビ、ボディスラムなど一つ一つの基本技の厳しさも見せつけて試合内容では圧倒、23分44秒の熱戦となった。試合後福岡はふらふらになりながら「全女マットがこんなに厳しいって・・・今日初めて、体で教え込まれた気がします」とコメントした。伊藤本人は「緊張したせいかすぐ息が上がってしまい、技が思ったように決まらなかった」と反省しきりであった。

1994年
- 4月3日 井上貴子とシングル・マッチ。1992年の試合以上に激しい試合とり、トップロープ最上段から場外へのフット・スタンプなどで貴子を追い込んだが、盛り返され、15分5秒、延髄ニーに敗れる。リングを降りた伊藤に、貴子は握手を求め、エールを送った。
- 4月9日 宮城県スポーツセンターで井上貴子と組み、みなみ鈴香・渡辺智子と対戦。LLPW場外での椅子攻撃など見せ場を作ったものの、17分22秒、貴子がみなみにフォールされて敗戦。
- タッグリーグ・ザ・ベスト'94では、みなみ鈴香と組んで出場。
- 10月9日 川崎市体育館でのレッスル・マリンピアード'94では、当時WWWA世界シングル王者のアジャ・コングとのシングル・マッチに挑む。ゴング前に先制攻撃を仕掛けるなど意気込みを見せたが、アジャが圧倒的な力の差を見せ、序盤戦から絞め技、極め技、投げ技で的確に攻め込まれ、ほとんど自分の試合をさせてもらえないほどに痛めつけられ、裏拳からの高角度バックドロップから、13分23秒、アジャは片膝で伊藤をフォール。試合後アジャは、「（なにもやらせない試合でしたと聞かれ）やらせないっていうか、できないんでしょ、向こうが。一生懸命、それなりにやっているんだろうけど、そっから先に進めないなら、上は倒せない。相手に本気の力をださせてなんぼだけど、それができていない。だから、こちらが100の力を出せば、観客は面白くないかもしれないけれど、こういう試合になる」と突き放した。
- 12月10日 後楽園ホールでのタッグリーグ・ザ・ベスト最終戦では、みなみと組んで三田英津子・下田美馬組と対戦。みなみのパワーボムと伊藤のフット・スタンプで追い込んだものの、猛武闘賊が連携に勝り、18分53秒、伊藤が三田のデス・バレーボムに沈む。

1995年
- 豊田真奈美のフリーダム・フォースに、長谷川、吉田万里子と共に参加。井上貴子は軍団に参加した同期の吉田万里子を「裏切り者呼ばわり」するなど、全女内部での緊張感ある対戦が見られた。
- 5月7日 後楽園ホールで、フリーダム・フォースの吉田万里子、そして玉田りえと組んで、井上貴子・渡辺智子・前川久美子組との6人タッグ。吉田が後輩渡辺のキャノンボール・バスターに沈み、金星を献上する。渡辺は涙を流して喜びを表していた。
- 9月3日 日本武道館で、フリーダム・フォースのブリザードYuki（長谷川咲恵）、吉田万里子と組んで、山田敏代・井上貴子・渡辺智子組との6人タッグ。Yukiの裏投げとダブル・フットスタンプのコンビ攻撃から、トップロープからの伊藤のダイビング・フットスタンプ、Yukiの旋回式セントーンから吉田の飛び技と渡辺を攻め込むが、渡辺が粘り抜き、キャノンボール・バスターとラリアットの連発で先輩の吉田を再度、沈めた。試合後伊藤は「今まで長谷川に先に行かれて、ナベ（渡辺）と同じぐらいの位置にいたが、今日当たって見て、見てみて、（今日のパワーファイトで先輩をフォールした）ナベに先に行かれたので、追いつき追い越せで行きたいと思います」とコメント。
- 12月4日 両国国技館で、同期の盟友、長谷川咲恵とシングル・マッチ。同期ならではの心と心のぶつかり合いとなった重い試合は、伊藤が場外へのダイビング・フットスタンプ、長谷川がノータッチ・トペ・コン・ヒーロなど得意技を出し切ったハイスパートな展開。最後は11分55秒、伊藤がトップロープからの雪崩式フィッシャーマンズ・バスターで長谷川にシングル初勝利。大の字となった長谷川の頬には一筋の涙がつたっていた。勝った伊藤も試合後のインタビューで、珍しく声を詰まらせ、感極まった表情を見せていた。

1996年
- 長谷川咲恵の引退試合にパートナーとして出場。オールパシフィック王座決定トーナメントに参加。

1997年
- 豊田真奈美にシングル初勝利。

## 得意技
自らも「フット・スタンプとお尻」が自分の持ち味、とかつて語っていたように、フット・スタンプとヒップ・アタックで知られているが、基礎体力（若手時代から練習のマラソンでは常に先頭を切っていたといわれ、足腰が強く地力があった）、基本的なプロレスの技術、いずれの点でも高いレベルを誇る選手である。
ダイビング・フット・スタンプ
トップロープから放つ、伊藤の代名詞といえるフィニッシュ・ホールド。トップロープまたはエプロンから場外に放つ場合もある。この技の使い手として有名であるケビン・サリバンから直伝を受けている。金網デスマッチで金網最上段から決行したこともある。豊田真奈美とのWWWAタイトルマッチでは、トップロープからのダイビング・フット・スタンプ7連発を放った。また、若手時代に、やはり豊田真奈美を失神に追い込むなど、危険度の高い技でもあった。さらに、妊娠中の井上京子にも、この技をかけてしまったことがある（しかし、伊藤はおろか、井上京子本人も妊娠していることを知らなかった）。
ダブル・フット・スタンプ
ロープワークで右に左に走り抜けながらフット・スタンプを放つ、主に序盤から中盤での得意技。
ヒップ・アタック
序盤での得意技。多彩なバリエーションを持っており、ニュートラルコーナーに飛ばされた際に、コーナーポストに上ってセカンドロープの高さからそのまま敢行することもあった。
ローリング・セントーン
ボディ・スラムで相手を投げておき、コーナーに走り込んでセカンドロープから反転しセントーンを放つ。若手時代にはダブル・フット・スタンプを連発した後で通常のセントーンを放つこともあったが、ダブル・フット・スタンプの威力が増したことでこの流れはほとんど見られなくなった。
低空ドロップキック
フィッシャーマンズ・スープレックス（またはフィッシャーマンズ・バスター）
スープレックス系統の技も決して苦手ではなく、特によく使っていたのが、この技である。長谷川咲恵が引退する前年のシングル対決では、トップロープからの雪崩式フィッシャーマンズ・バスターで長谷川から初フォールを奪った。
場外での埋め込み椅子攻撃
場外戦では、相手を観客席に投げつけてパイプ椅子を相手の体の上に、相手が見えなくなるくらいまで、たくさん投げつけるのを得意としていた。
各種柔道技
ライガーボム
主に試合の流れを変えるために使用。エプロンサイド、体育館のステージ、本部席の机の上、観客席の中などでも使用する。

## タイトル歴
全日本女子プロレス
- 第51代、第53代WWWA世界シングル王座
- 第106代WWWA世界タッグ王座
- 第18代全日本シングル王座
- 第16代全日本タッグ王座

NEO女子プロレス
- 第6代NEO認定タッグ王座

OZアカデミー女子プロレス
- 第9代OZアカデミー認定タッグ王座

## メディア出演
- アイドルコロシアム（MONDO21）
- めちゃ×2イケてるッ! - 格闘女神MECHA/めちゃ日本女子プロレス・めちゃギントン
- ニノさん
- 芸人キャノンボール

## 戦績

### 総合格闘技
| 総合格闘技 戦績 | 総合格闘技 戦績 | 総合格闘技 戦績 | 総合格闘技 戦績 | 総合格闘技 戦績 | 総合格闘技 戦績 | 総合格闘技 戦績 |
| --------------- | --------------- | --------------- | --------------- | --------------- | --------------- | --------------- |
| 5 試合          | (T)KO           | 一本            | 判定            | その他          | 引き分け        | 無効試合        |
| 2 勝            | 0               | 2               | 0               | 0               | 0               | 0               |
| 3 敗            | 0               | 2               | 1               | 0               | 0               | 0               |

| 勝敗 | 対戦相手         | 試合結果                           | 大会名                                           | 開催年月日     |
| ×    | 美花             | 1R 3:31 腕ひしぎ十字固め           | レッスルエキスポ2006 夏のお台場・女子格闘技物語  | 2006年8月19日  |
| ○    | チョン・ヘンスク | 1R 1:32 腕ひしぎ足固め             | SMACKGIRL 〜KOREA 2005〜                         | 2005年5月21日  |
| ○    | たま☆ちゃん      | 1R 3:45 腕ひしぎ十字固め           | SMACKGIRL 2004 〜WORLD ReMix〜【リザーブマッチ】 | 2004年12月19日 |
| ×    | 高橋洋子         | 1R 1:34 チキンウィングアームロック | SMACKGIRL 2004 〜近藤有希引退記念興行〜          | 2004年11月4日  |
| ×    | エリン・トーヒル | 5分3R終了 判定0-3                  | W - Fusion                                       | 2001年7月27日  |